# Serratoppia minima
Serratoppia minima är en kvalsterart som beskrevs av Subías och Rodríguez 1988. Serratoppia minima ingår i släktet Serratoppia och familjen Oppiidae. Inga underarter finns listade i Catalogue of Life.